# Rock Valley (Iowa)
Rock Valley – miasto w Stanach Zjednoczonych, w stanie Iowa, w hrabstwie Sioux. Zgodnie ze spisem statystycznym z 2000 roku, miasto liczyło 2 702 mieszkańców.